# Municipio de Catawba
El municipio de Catawba (en inglés: Catawba Township) es un municipio ubicado en el  condado de Catawba en el estado estadounidense de Carolina del Norte. En el año 2010 tenía una población de 8490 habitantes.

## Geografía
El municipio de Catawba se encuentra ubicado en las coordenadas 35°41′2.48″N 81°4′35.28″O / 35.6840222, -81.0764667.